# Comanchelus camporum
Comanchelus camporum är en mångfotingart som beskrevs av Loomis 1968. Comanchelus camporum ingår i släktet Comanchelus och familjen Atopetholidae. Inga underarter finns listade i Catalogue of Life.